# Милица Јефтимијевић Лилић
Милица Јефтимијевић Лилић (Ловац, код Бањске, 28. август 1953) српска је књижевница, уредник и тв критичар.

## Школовање
Завршила је 1977. године Филозофски факултет, Универзитета у Приштини, одсек за југословенску књижевност и језик, а магистрирала је на Универзитету у Београду 1995. године и стекла звање магистар филолошких наука код професора Слободана Ж. Марковића са темом „Књижевно-критички поступак у делу Симе Цуцића“, књижевно историјско место.

## Професионални рад
Од 1986. године радила је у Приштини на Универзитету у звању асистента на предмету Методика наставе српског језика на Филолошком факултету и професора више школе на Вишој педагошкој школи где је предавала Методику наставе српског језика и Књижевност за децу. Била је секретар Друштва за српски језик и секретар Друштва књижевника Косова и Метохије.
Радила је у Радио Приштини као уредник од 1975. године као сарадник, а потом од 1979. до 1986. године као стално запослени уредник у Редакцији за културу и у Телевизији Приштина као уредник Редакције за културу од 1995. до 1999. године где је дала значајан допринос афирмацији стваралаштва, али је пратила и културна збивања у земљи.
Као активан учесник културног живота у Приштини радила је у многим жиријима, наступала на трибинама и рецензирала многе значајне књиге које су тамо настајале, тако да је њена улога у културној историји Косова и Метохије од седамдесетих година до 1999. када је морала напустити свој дом, од посебног значаја. Из тог периода остали су у периодици тог поднебља, њени многи текстови, интервјуи на страницама "Јединства", "Приштинског гласника", на телевизијским тракама, као и литерарни прилози у "Јединству", "Стремљењима", "Новом свету", "Копчи", "Обележјима"...
Након изгона са Косова и Метохије, као самохрана мајка девојчица од 14. 16. година (супруг јој напрасно умире 1992. године ) долази у Београд где улаже велике напоре да опстане, без икакве институционалне помоћи, укључује се у књижевни и културни живот средине.
Донедавно била је уредник у Телевизији Београд у Редакцији дигиталног програма, а пре тога је девет година радила као уредник у Редакцији за културу где је остварила велики број емисија и прилога из области културе, књижевности и науке о књижевности. Снимила је 2003. године серијал „Усудом развејани“ о судбини протераних познатих српских писаца са Косова и Метохије: Пера Стефановић, Радослав Златановић, Ацо Ракочевић, Радосав Стојановић, Даница Андрејевић, Мирко Жарић и други.
У оквиру серијала "ТВ фељтон", остварила је велики број пројеката у којима је представљен портрет најзначајнијих савремених стваралаца: Миодраг Павловић, Љубомир Симовић, Милован Данојлић, проф. др Новица Петковић (последња емисија о овом великом научнику и теоретичару у којој је говорио о сусретима са Успенским, Јакобсоном и другима ), Стеван Раичковић, Срба Митровић, Матија Бећковић, Слободан Ракитић, Момо Капор, Владимир Копицл, Миро Вуксановић, Горан Петровић, Радмила Лазић, Милан Орлић, Новица Тадић, Кајоко Јамасаки, Драган Јовановић Данилов, Вујица Решин Туцић, потом познати светски ствараоци : Андреј Вознесенски, Салах Стетије, Манфред Јенихен, Роберто Мусапи, Матеја Матевски, Кито Лоренцо, Латушински и други.
Од 2006. до 2008. године била је на пројекту "Духовне појаве и стваралаштво народа на Косову и Метохији од XV - XVIII" Института за српску културу у Лепосавићу, што је резултирало неколиким научним радовима који су пописани у библиографији и учешћем на тамошњим научним скуповима. У више наврата учествовала у раду Филозофско-књижевне школе у Крушевцу, радови у библиографији, као и на другим научним скуповима у земљи и окружењу. Сарадник је многих часописа и члан неких жирија.
Члан је Управе Књижевног друштва писаца Косова и Метохије и члан Управе и потпредседница Удружења књижевника Србије.
Живи и ствара у Београду, у Србији, мајка је две кћери, Драгане и Иване.

## Награде
Добитник је значајних награда и признања: 
- Награда „Песничка повеља”, Звечан.
- Награда „Змај Огњени Вук”, за књигу Чарање, 2008.
- Награда „Koндир Косовке девојке”, на Песничком причешћу у Грачаници за најбољу песничку књигу између две манифестације.
- Награда „Бронзани Орфеј”, Франкфурт, на међународном фестивалу поезије дијаспоре за најбољу песму.
- Повеља за животно дело, Опленац.[11]
- Медаља са ликом Нерона, Анзи, Италија.
- Награда „Сребрно перо које лети”, Варна, Бугарска.
- Награда „Златна значка” и Награда „Златни беочуг”, за допринос култури Србије.[12]
- Награда „Citta del Galateo”, у Галатоне, регион Леће, Италија.
- Награда „Цар Константин” и Награда „Златник цара Константина” у Нишу.
- Национално признање за трајни допринос култури.
- Награда за креативност Фондације Нажи Најмаан у Либану... и друге.